# Stadtpfarrkirche Ternitz

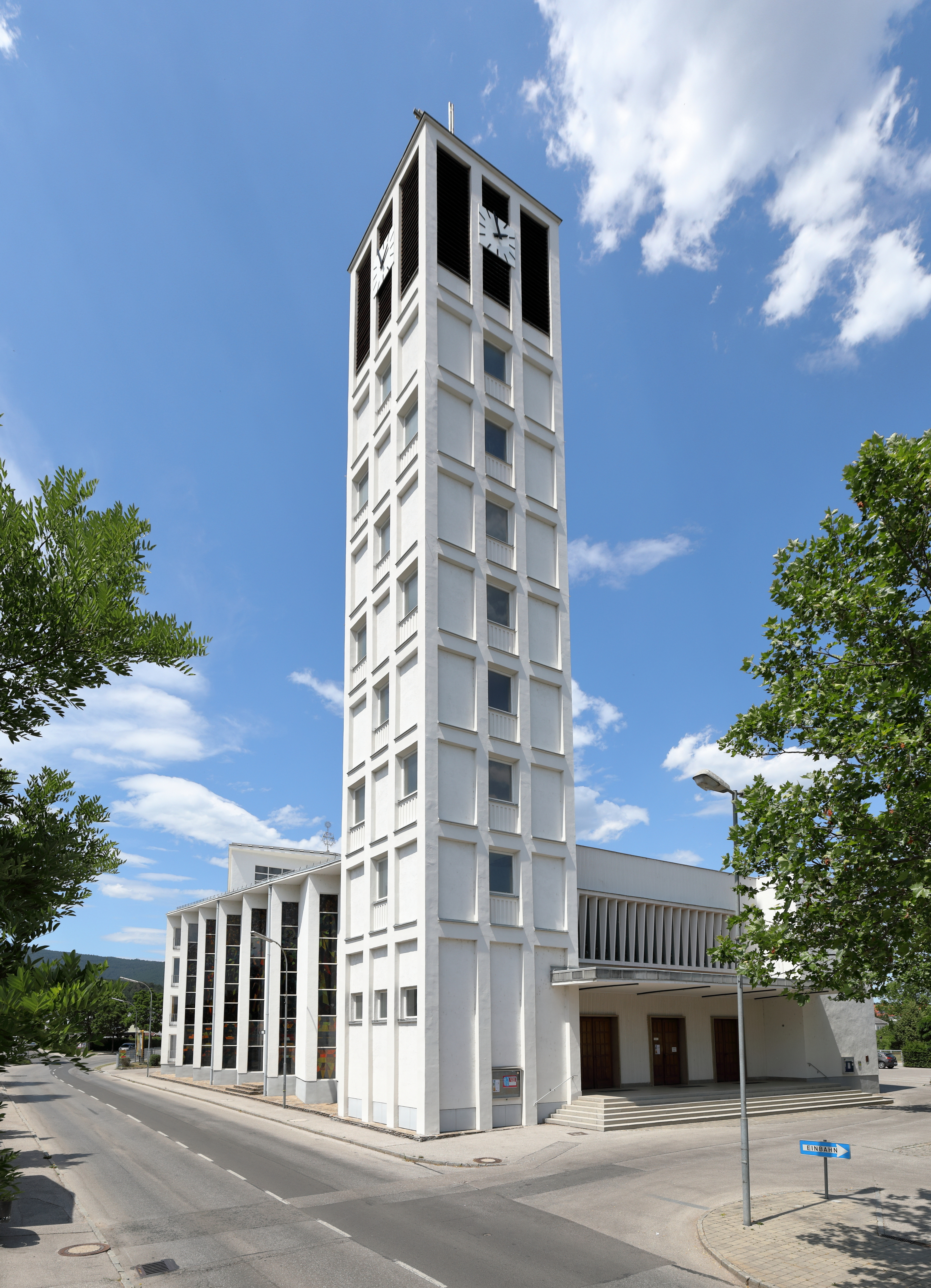
Römisch-katholische Pfarrkirche Heiligstes Herz Jesu in Ternitz

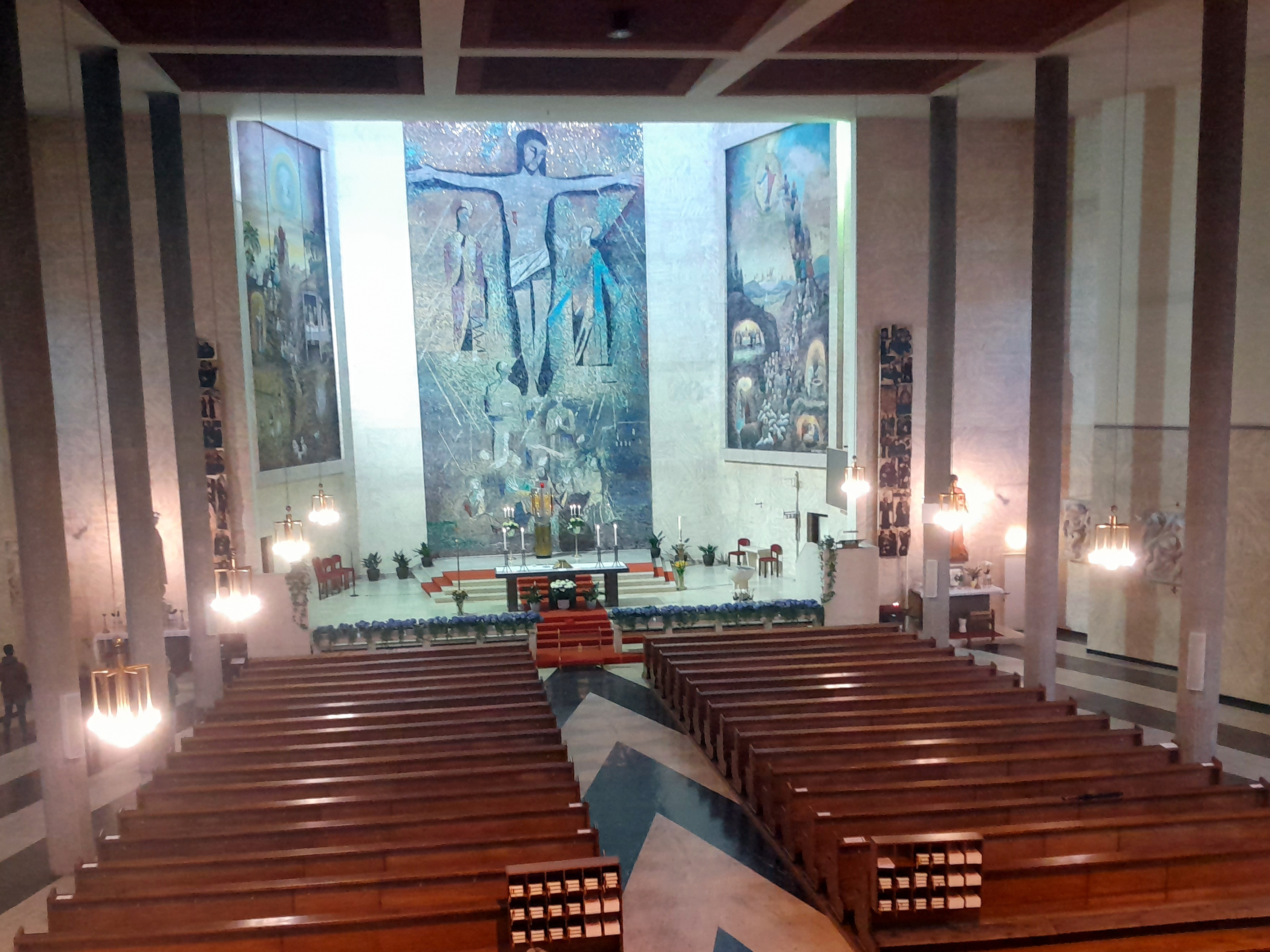
Innenansicht Pfarrkirche Ternitz

Die Stadtpfarrkirche Ternitz ist die römisch-katholische Pfarrkirche in Ternitz, einer Stadtgemeinde im Bezirk Neunkirchen in Niederösterreich. Die Kirche ist dem Heiligsten Herzen Jesu geweiht. Die Kirche steht unter Denkmalschutz.

## Geschichte
Die Pfarre Ternitz wurde ursprünglich als Expositur der Pfarre St. Johann am Steinfeld 1926 gegründet. In der ehemaligen Sargtischlerei Ruedlstraße 44 wurde als Gotteshaus eine sogenannte Notkirche eingerichtet. 1936 wurde Ternitz zu einer selbstständigen Pfarre erhoben. 1959 wurde die heutige Stadtpfarrkirche errichtet. Bis heute ist die Pfarre Teil des Dekanats Neunkirchen.

## Kirche
Die Kirche wurde 1959 nach Plänen des Architekten Josef Vytiska errichtet. Sie befindet sich am Theodor-Körner-Platz und ist ein großer Betonbau mit einem weiten Langhaus mit Flachdecke, mit einer Orgelempore mit einer eingeschwungenen Brüstung und einem hohen seitlichen Turm. Die vertikalen Glasbänder und Fensterbänder mit der Thematik Glaubensbekenntnis und 12 Apostel schuf der Maler und Bildhauer Karl Steiner. An der Altarwand ist ein großes Mosaik Kreuzigung mit Maria und Johannes von Lois Pregartbauer. Die Kircheneinrichtung aus der Bauzeit mit Tabernakel, Metalzylindern mit Reliefs und Kreuzwegreliefs aus Metall sind vom Bildhauer Eduard Föderl. Die Orgel mit 34 Registern auf drei Manualen und Pedal wurde von Rudolf Novak mit Fertigstellung der Kirche erbaut. 2011 erfolgte eine Generalüberholung mit Einbau einer Setzeranlage.